# Monuments de la musique francaise au temps de la Renaissance
Monuments de la musique française au temps de la Renaissance ist eine Fortführung der von Henry Expert (1863–1952) herausgegebenen Reihe Les Maîtres Musiciens de la Renaissance Française mit Werken bedeutender Komponisten der französischen Renaissance in moderner Notation und mit kritischen Anmerkungen.
Sie erschien erst 1924–1929 in zehn Bänden, ein elfter Band folgte noch 1960.

## Inhaltsübersicht
- 1. (1924), Claude le Jeune, Octonaires (Schlussteil in VIII)
- 2. (1925), Pierre Certon, Messes à 4 voix : Sur le pont d’Avignon. Adiuva me. Regnum mundi
- 3. (1925), Didier le Blanc, Airs de plusieurs musiciens : réduits à quatre parties
- 4.–7., Anthoine de Bertrand: Livre des amours de Pierre de Ronsard (1. Buch, IV/V, 1926; 2. Buch, VI, 1927), Troisième livre de chansons (VII, 1927);
- 8. (1928), Claude le Jeune, Octonaires (Schluss v. I), Ausw. aus Dix pseaumes de David u. Second livre des meslanges;
- 9. (1928), Claude Goudimel, Missae tres;
- 10.–11. (1929/1960), Paschal de l’Estocart, d. 1. u. 2. Livre des Octonaires de la vanité du monde